# Ras Ben Sekka
Ras Ben Sekka ou Ras ben Sakka (em árabe: رأس بن سكة) é um cabo no norte da Tunísia, considerado por vezes como o ponto mais a norte no continente africano. Está a 15 km de Bizerte, a cidade africana mais setentrional, sobre o mar Mediterrâneo, 22 km a nordeste do lago Ichkeul (local considerado Património Mundial da UNESCO). Fica a oeste do Ras al-Abyad (Cabo Branco), que também é por vezes mencionado como o ponto mais setentrional da África, havendo uma diferença de poucas dezenas de metros que correspondem a diferenças mínimas de latitude entre ambos os respetivos pontos extremos.